# 이용주 (희극인)
이용주(1986년 12월 31일 ~ )는 대한민국의 희극 배우이다. 2016년 SBS 16기 공채 개그맨으로 데뷔하였다. 현재 스탠드업 코미디 공연을 하고 있으며(코로나19로 인해 잠정 중단), 유튜브 채널 '피식대학'에서 여러 코미디 콘텐츠와 함께 활발하게 활동하고 있다. 유튜브 '피식대학'에서 배용남, 배용길, 차진석, 스티브, 리용주PD, 이이삭과 같은 여러 부캐를 가지고 있다. 2021년 7월, 유튜브 '피식대학'은 구독자 136만명을 넘어서며, 많은 사랑을 받고 있다. 2021년 1월부터 MBC 라디오 <김이나의 별이 빛나는 밤에> '뮤직 훵키타운' 코너에 고정 게스트(배용길)로 출연 중이다. 본명을 배용남으로 아는 사람들도 있는데, 본명은 이용주이다. 배용남은 유튜브 '피식대학'의 콘텐츠인 '05학번이즈백'에서 이용주가 맡고 있는 캐릭터 이름이다.

## 학력
- 수지고등학교 졸업
- 김천대학교 치기공학과 학사

## 방송
- 《웃음을 찾는 사람들》, SBS
- 《도티의 오구오구》, 네이버나우 - 고정 출연
- 《TV쇼 진품명품》, KBS1 한사랑 산악회 팀으로 게스트 출연